# Jugendfilm (Verein)
Jugendfilm e. V. wurde 2004 von Hamburger Filmemachern gegründet. Er ist ein anerkannter Träger der Freien und Hansestadt Hamburg. Der Verein wird nicht subventioniert; alle Mitglieder arbeiten ehrenamtlich.

## Zweck und Tätigkeiten
Zweck von Jugendfilm ist es, „Kinder und Jugendliche mit der Durchführung von Filmprojekten zu fördern, ihre Medienbildung, ihre Kreativität, ihr Verantwortungsbewusstsein, ihre Selbständigkeit, ihre künstlerischen und sozialen Kompetenzen zu stärken, ihre Qualifizierung und ihre Berufsfindung zu unterstützen, Erfolgserlebnisse zu ermöglichen“. (Auszug aus der Satzung)
In Workshops werden Kinder und Jugendliche angeleitet, in Teams eigene Kurzfilme herzustellen. Gedreht und geschnitten wird ausschließlich mit professionellen Videogeräten.
Bis heute haben Jugendfilme über 100 Preise auf nationalen und internationalen Festivals errungen. Erfolgreichster Film mit acht Preisen ist der Werbespot für alte Sprachen „Da pecuniam!“. Zu den Wettbewerben werden regelmäßig Jugendgruppenfahrten organisiert.
Außer den Filmworkshops in den Schulferien gibt es Kooperationen mit Schulen, Stiftungen, Trägern, Institutionen und Freizeiteinrichtungen.
Die Mitglieder von Jugendfilm sind Filmprofis und ausschließlich Freiberufler. Mit Autoren, Dramaturgen, Journalisten, Kameramännern, Regisseuren, Schauspielern und Cuttern werden die unterschiedlichen Berufsbereiche einer Filmproduktion abgedeckt.

## Werke und Auszeichnungen von  Produktionen (Auswahl)
- Publikumssieger und Preis von Hamburg 1 für den Spot „Da pecuniam!“ bei der 8. Jugendmediale „abgedreht“, Hamburg 2005
- Publikumspreis und Gruppenpreis für die Anarchokomödie „Kinder an die Macht“ beim Bundesfestival Video – Deutscher Jugendvideopreis, Gera 2011
- SPIXEL 2013 in der Kategorie Dokumentation für den Slapstickfilm „Die ultimativen Tipps für den Umgang mit Mädchen“ GOLDENER SPATZ, Deutsche Kindermedienstiftung, Gera 2013
- 3. Platz für die Komödie „Neulich in der S-Bahn“ beim 45. Internationalen jugend creativ Wettbewerb der VR Banken, Berlin 2015
- Deutscher Jugendfilmpreis 2019 Team-Award für die Krimikomödie „Das könnt Ihr Euch abschminken!“,[5] Hildesheim 2019